# Mary (film 1931)
Mary (Mary) è un film del 1931 diretto da Alfred Hitchcock.
È una coproduzione anglo-tedesca: diretto da Alfred Hitchcock, il film è la versione in lingua tedesca di Omicidio!, uscito nel 1930, girato contemporaneamente sullo stesso set ma con attori tedeschi.
Il soggetto è tratto dal romanzo Enter Sir John di Clemence Dane e Helen Simpson. Questa versione tedesca del film inglese Omicidio! è interpretato da Alfred Abel e Olga Tschechowa.

## Trama
La trama è la stessa del gemello film Omicidio!.

## Produzione
Il film fu prodotto dalla British International Pictures (BIP).

## Distribuzione
Distribuito dalla Süd-Film, uscì nelle sale cinematografiche tedesche il 2 marzo 1931. In Austria, il film fu distribuito dalla Sascha Filmindustrie, presentato il 21 marzo 1931.